# Círculo Católico de Obreros del Uruguay
El Círculo Católico de Obreros del Uruguay es una institución médica mutual creada en 1885 por iniciativa de la iglesia católica. 
Cuenta con cinco sanatorios ubicados en los departamentos de Montevideo, Colonia y Soriano. Además de una amplia red de policlínicos en el país.

## Historia

### Antecedentes
A comienzos del siglo XIX la situación hospitalaria en Montevideo era escasa y totalmente precaria, existiendo en la ciudad de Montevideo un único hospital, el entonces Hospital de la Caridad. Esta razón, fue uno de los principales motivos para que Tomás María Parodi, le presentará al prebisteroAndrés Torrielli, entonces Teniente Cura de la Catedral de Montevideo y al todavía estudiante de medicina Luis Pedro Lenguas, la necesidad de crear una institución que atendiera a los obreros bajo la doctrina social de la iglesia católica. Es así que en 1884, luego de conocer la experiencia en España y Francia , el Padre Torrielli le presenta al entonces Obispo de Montevideo, Monseñor Inocencio María Yéregui, el proyecto para la fundación del Círculo Católico de Obreros en el Uruguay.

### Sus inicios
Finalmente, el 21 de junio de 1885 es fundado el Círculo Católico del Uruguay, en su fundación, además de contar con la participación de distintas personalidades de la Iglesia y del país, el poeta de la Patria, Juan Zorrilla de San Martín mocióna al primer presidente de la institución, Francisco Bauza.
Inicialmente, las actividades del Círculo Católico no solamente serían médico-hospitalarias, si no sociales. Contando con disveras actividades culturales para sus mutuos, así como salas de teatro, tal es el ejemplo de la emblemática sala de teatro ubicada en su sanatorio central, en el Centro de Montevideo. 
En 1905, con el apoyo de Monseñor Mariano Soler, el Círculo Católico crearía la entonces Cooperativa de Ahorro y Crédito La Caja Obrera, una pequeña institución que con el paso del tiempo se convertiría en una de las principales instituciones bancarias del país.
En 2004 es adquirido el edificio del Sanatorio Larghero, sobre Bulevar Artigas y Monte Caseros. Dicho edificio sería convertido en el actual Sanatorio Juan Pablo II.

### Cambio de administración
Desde sus inicios, la administración del Círculo Católico estuvo vinculada a la Arquidiócesis de Montevideo. En el año 2011, la institución se desvincula de la Arquidiocedis y pasa a ser administratada por privados. 

### Ampliación
En el año 2022, adquiere el antiguo Sanatorio de Casa de Galicia ubicado en Sayago. El nuevo sanatorio, fue inaugurado en 2023 con el nombre de Sanatorio Galicia.

## Sanatorios

#### Montevideo

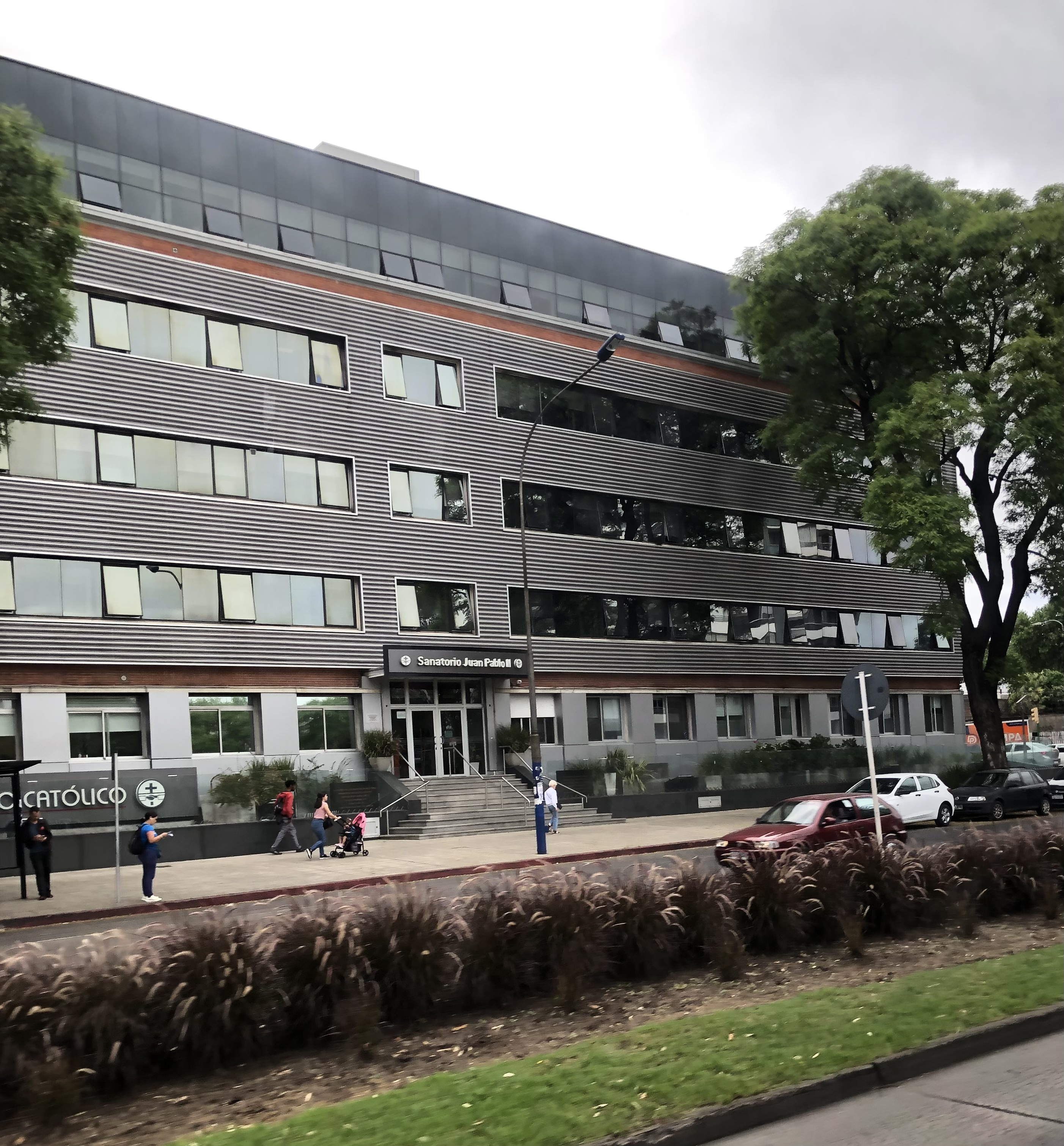
Sanatorio Juan Pablo II en Tres Cruces.

- Sanatorio Luis Pedro Lenguas
- Sanatorio Juan Pablo II
- Sanatorio Galicia

#### Colonia
- Sanatorio Juan Lacaze

#### Soriano
- Sanatorio Cardona

### Policlínicas

#### Montevideo
- Unión
- Belvedere
- Colón
- Paso de la Arena

### Filiales

#### San José
- Sanatorio San José
- Sanatorio Libertad
- Sanatorio Playa Pascual
- Sanatorio Ciudad del Plata